# Quadragena
Quadragena (lat. von quadraginta für 40) ist ein Begriff in der römisch-katholischen Kirche für einen Zeitraum von 40 Tagen, beispielsweise bei Ablässen. Es ist auch ein Synonym für die vierzigtägige vorösterliche Fastenzeit, ähnlich wie Quadragesima.

## Quelle
Meyers Großes Konversations-Lexikon (1905), Bd. 16, S. 489.